# Regii Rohanului
Aceasta este o listă a regilor Rohanului din universul ficțional al Pământului de Mijloc, creat de către J.R.R. Tolkien. Toate datele sunt din Al treilea Ev, excepțiile fiind menționate. Toți regii aparțin aceleiași dinastii, Casa lui Eorl, divizată în linii separate, atunci când un rege nu era urmat la tron de unul dintre fiii săi (în acest caz, tronul revenind unui nepot de-al regelui).
| Prima Linie   | |              |
| 1.            | Eorl cel Tânăr, fiul lui Léod | 2510 – 2545  |
| 2.            | Brego | 2545 – 2570  |
| 3.            | Aldor cel Bătrân | 2570 – 2645  |
| 4.            | Fréa | 2645 – 2659  |
| 5.            | Fréawine | 2659 – 2680  |
| 6.            | Goldwine | 2680 – 2699  |
| 7.            | Déor | 2699 – 2718  |
| 8.            | Gram | 2718 – 2741  |
| 9.            | Helm Mâna-Ciocan | 2741 – 2759  |
|               | Cei doi fii ai lui Helm au fost uciși de către Dunlendingi în timpul Iernii celei Lungi. Fiul surorii sale, Fréaláf, a devenit primul rege al celei de-a doua linii.      |              |
|               | |              |
| A doua Linie  | |              |
| 10.           | Fréaláf, fiul Hildei | 2759 – 2798  |
| 11.           | Brytta Léofa | 2798 – 2842  |
| 12.           | Walda | 2842 – 2851  |
| 13.           | Folca Vânătorul | 2851 – 2864  |
| 14.           | Folcwine | 2864 – 2903  |
| 15.           | Fengel | 2903 – 2953  |
| 16.           | Thengel | 2953 – 2980  |
| 17.           | Théoden Ednew | 2980 – 3019  |
|               | Singurul fiu al lui Théoden, Théodred, a fost omorât în Prima Bătălie de la Vadurile Isenului. Fiul surorii sale, Éomer, a devenit primul rege al celei de-a treia linii. |              |
|               | |              |
| A treia Linie | |              |
| 18.           | Éomer Éadig | 3019 – IV 63 |
| 19.           | Elfwine | IV 63 – ?    |

Vezi și: Casa lui Eorl